# Sowjetarmee-Pokal 1951
Der Sowjetarmee-Pokal 1951 war die elfte Austragung des Pokalwettbewerbs im Fußball in Bulgarien. Pokalsieger wurde Vorjahresfinalist ZDNA Sofia. Das Team setzte sich im Finale gegen DSO Akademik Sofia durch.

## Modus
In allen Runden wurde der Sieger in einem Spiel ermittelt. Stand es nach der regulären Spielzeit von 90 Minuten unentschieden, kam es zur Verlängerung von zweimal 15 Minuten. Falls danach immer noch kein Sieger feststand, wurde das Spiel wiederholt.

## Teilnehmer
| - DSO Akademik Sofia - DSO Dinamo Sofia - DNA Plowdiw - DSO Rilski Sportist Samokow - DSO Stroitel Sofia - DSO Torpedo Russe - DSO Torpedo Dimitrowo - DSO Spartak Sofia | - DSO Spartak Plewen - DSO Spartak Stalin - DSO Torpedo Plewen - DSO Torpedo Plowdiw - DSO Torpedo Sofia - WUS Stalin - DSO Tscherweno sname Sofia - NV Sofia |

## Achtelfinale
|                             | Ergebnis  |                    |
| --------------------------- | --------- | ------------------ |
| NV Sofia                    | 4:0       | WUS Stalin         |
| DSO Torpedo Dimitrowo       | 1:2       | DSO Spartak Plewen |
| DSO Torpedo Russe           | 0:2       | DSO Dinamo Sofia   |
| DSO Rilski Sportist Samokow | 1:0 n. V. | DSO Torpedo Plewen |
| DSO Tscherweno sname Sofia  | 5:2       | DSO Spartak Stalin |
| DSO Stroitel Sofia          | 3:1       | DSO Torpedo Sofia  |
| DSO Torpedo Plowdiw         | 0:0 n. V. | DSO Akademik Sofia |
| DNA Plowdiw                 | 0:0 n. V. | DSO Spartak Sofia  |

### Wiederholungsspiele
|                     | Ergebnis  |                    |
| ------------------- | --------- | ------------------ |
| DNA Plowdiw         | 0:0 n. V. | DSO Spartak Sofia  |
| DSO Torpedo Plowdiw | 0:0 n. V. | DSO Akademik Sofia |
| DNA Plowdiw         | 1:1 n. V. | DSO Spartak Sofia  |
| DSO Torpedo Plowdiw | 0:2       | DSO Akademik Sofia |
| DNA Plowdiw         | 1:2 n. V. | DSO Spartak Sofia  |

## Viertelfinale
|                    | Ergebnis |                             |
| ------------------ | -------- | --------------------------- |
| DSO Spartak Sofia  | 4:0      | DSO Rilski Sportist Samokow |
| NV Sofia           | 3:1      | DSO Stroitel Sofia          |
| DSO Dinamo Sofia   | 1:0      | DSO Tscherweno sname Sofia  |
| DSO Akademik Sofia | 3:1      | DSO Spartak Plewen          |

## Halbfinale
|                    | Ergebnis |                   |
| ------------------ | -------- | ----------------- |
| NV Sofia           | 3:0      | DSO Dinamo Sofia  |
| DSO Akademik Sofia | 3:2      | DSO Spartak Sofia |

## Finale
| Paarung            | NV Sofia – DSO Akademik Sofia |
| Ergebnis           | 1:0 n. V. |
| Datum              | 7. November 1951 |
| Stadion            | Narodna-Armija-Stadion, Sofia |
| Zuschauer          | 25.000 |
| Schiedsrichter     | Andrej Slatarew |
| Tore               | 1:0 Dimitar Milanow (104.) |
| NV Sofia           | Georgi Kekemanow – Georgi Zwetkow, Manol Manolow, Georgi Jenischejnew – Stefan Boschkow , Gawril Stojanow – Dimitar Milanow, Michail Jankow, Panajot Panajotow, Gantscho Wassilijew (96. Angel Milanow), Stefan Stefanow |
| DSO Akademik Sofia | Iwan Kjupew – Todor Finkow, Kiril Tschipew, Iwan Atanasow – Wladimir Kramarenko, Rumen Aprilow – Skënder Begeja, Wassil Wulow, Iwan Trendafilow, Wassil Spassow , Christo Konakow (96. Dimitar Samsarow)                 |